# Zaagvijl

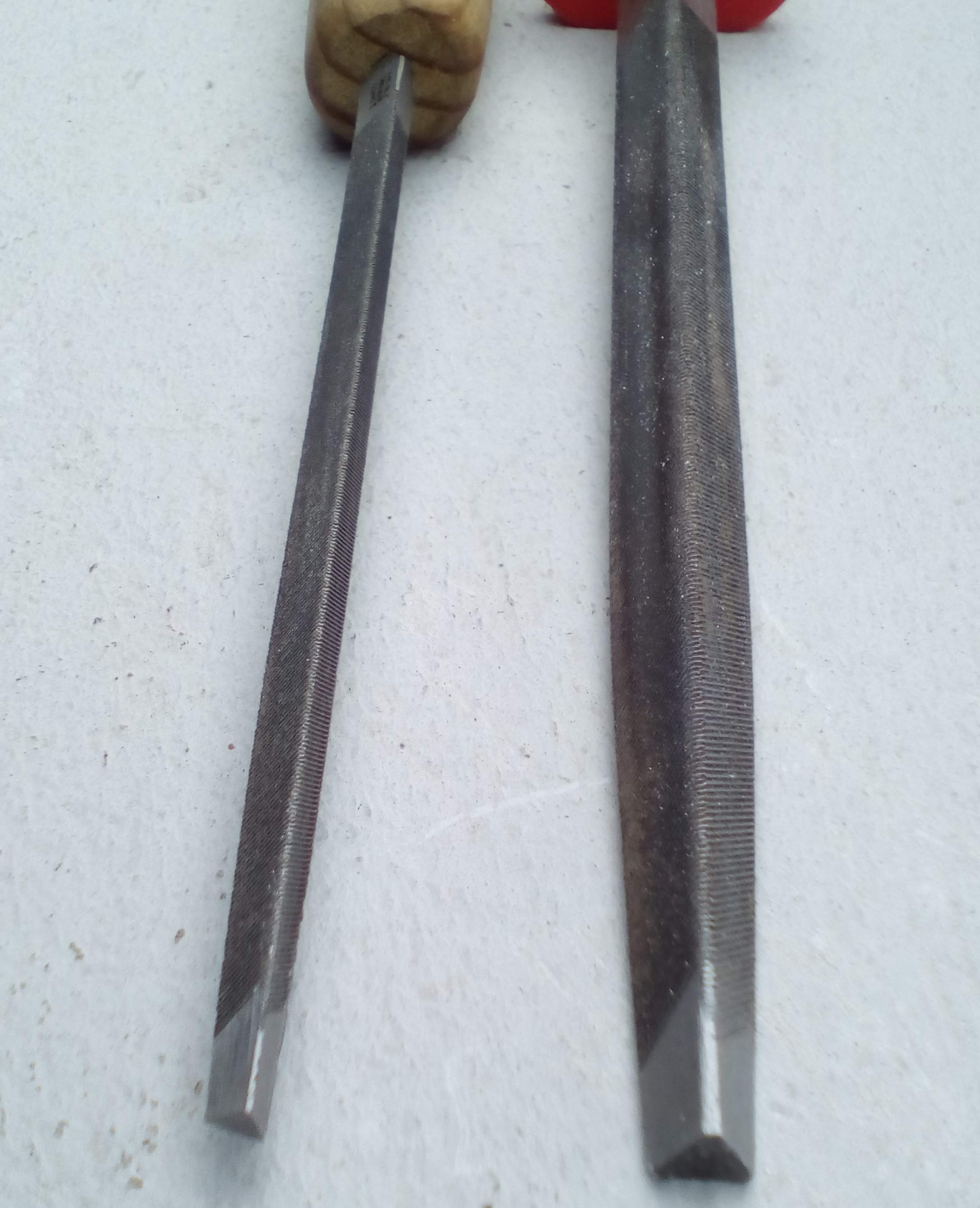
Twee zaagvijlen

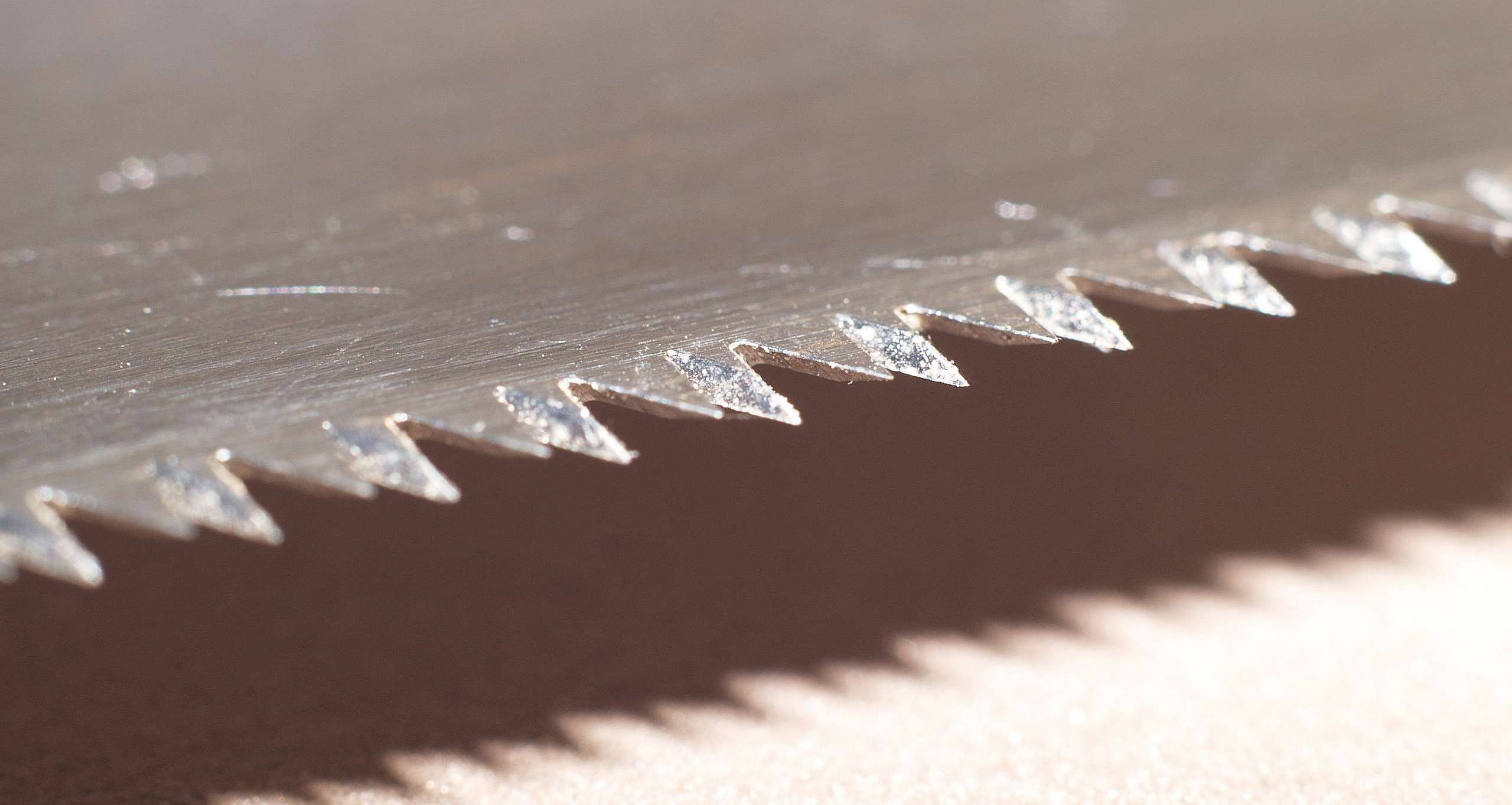
Zaagtanden

Een zaagvijl is een speciaal soort vijl die vooral wordt gebruikt om de ongeharde tanden van een houtzaag weer scherp te maken.
Afhankelijk van het soort zaag worden de tanden op specifieke wijze weer scherp gevijld. De zaagvijl heeft een veelhoekige doorsnede met op de verschillende vlakken zoete (fijne) snijgroeven. Voor gangbare Westerse handzagen in de houtbewerking hebben de zaagvijlen een driehoekige doorsnede die precies tussen de tanden past. Op de randen van de vijl bevinden zich tevens snijgroeven zodat tijdens het vijlen ook onderin tussen de tanden wordt gevijld. Er bestaan qua uitvoering van de zaagvijl uitzonderingen zoals bij Japanse trekzagen die zeer afwijkende tandvormen kennen. Verder bestaan er grote en kleine zaagvijlen afhankelijk van hoe grof of fijn de vertanding van de zaag is. Ruwweg is een zaagvijl gewenst die bij het vijlen minstens tweemaal de hoogte van de zaagtanden heeft omdat daarmee de levensduur van de vijl wordt verhoogd. Andere afwijkingen in de vormgeving van de vijl bestaan uit het enigszins puntig toelopen van het uiteinde tot het gelijkblijven van de vijldoorsnede. 
Ook is het mogelijk met een zaagvijl tanden aan te brengen in een "blanco" zaagblad of de tanden in de goede vorm te brengen. De zaagzettang is een veelgebruikt gereedschap om de tanden te zetten; de noodzakelijke uitbuiging van de tanden buiten het zaagblad.